# Herpeperas barnesi
Herpeperas barnesi là một loài bướm đêm trong họ Noctuidae.